# 鄧達智
鄧達智（英語：William Tang Tat Chi，1958年4月20日—），香港著名時裝設計師、電台節目主持人、旅遊家、專欄作家、新界原居民。他擅長把香港的本地元素融入他的時裝設計裡，例如「九龍皇帝」曾灶財的「墨寶」。其胞弟鄧達善是屏山鄉鄉事委員會前任副主席。

## 簡歷
鄧達智於香港元朗屏山鄉出生及成長，為新界屏山鄧氏第二十六代，坑尾村六家後人。家中長子，排行第六，有姐妹弟十五人。初中就讀屯門中華基督教會何福堂書院（也曾就讀屏山達德學校），後赴加拿大安大略省京士頓城高等中學升讀十二班。1980年於加拿大安大略省貴湖大學畢業，取得經濟學學士學位。1982年投身時裝界，1983年到英國倫敦時裝設計院 ，攻讀設計藝術學士學位，1985年畢業。後曾擔任多個時裝品牌設計師，1997年開辦“服裝人氣五十年”時裝活動，2004年，全資擁有品牌“William”，在廣州、上海及北京設有分店。
鄧達智近年亦成為作家及時裝評論者、在報章雜誌撰寫專欄，亦任電視及電台節目主持人。他在香港電台主持的《講東講西》最為人所知。
2014年，鄧達智患上乙結腸癌第二期，在醫院進行腫瘤切除手術，割了20厘米的乙結腸。他表示家族中有患癌的紀錄：父母都是患癌，二姐患淋巴癌，三姐未滿40歲胃癌過身。2024年4月20日生日當天，驚聞多年好友文麗賢大腸癌病逝。
2017年4月，鄧達智在59歲生日後啟程，踏上他的「聖地牙哥朝聖之旅」，由法國西南部開始，從比利牛斯山腰，徒步走到西班牙北部聖地亞哥的聖地牙哥大教堂（英語：Cathedral of Santiago de Compostela），全程約800公里，歷時18日，平均每天走40至50公里路。
2019年，泌尿系統癌症二期動手術。
2020年7月25日，鄧達智初步確診2019冠狀病毒病，由於他曾到各電台開咪或受訪，未知自己是經由「新城群組」或「三聯PR群組」感染。8月5日康復回家。

## 私人生活
據《東周刊》報導，鄧達智於2016年7月一個宴會上，邂逅任職瑪麗醫院外科手術部的醫生陳梓欣（Clement），之後成為同性密友，兩人年齡相差十多年。陳梓欣結識鄧氏之前，曾經與張栢芝的御用星級化妝師Rick Chin，維持密友關係長達7年。鄧達智亦有位同性密友Joey Cheung，經常形影不離。
2017年7月跟醫生男友陳梓欣正式承認親密關係，正計劃结婚。同年9月9日，舉行一場二百人參加的喜宴，在各方好友見證訂下婚約，交換設計簡單卻代表永恆的Tiffany戒指。表示雙方在喜宴上都有了AA制的共識，不要為一件事去製造好多垃圾，所以他們要求來飲的朋友不要送禮物，封利是就好。
鄧達智與陳梓欣於2018年1月展開為期半年的多國旅行，笑稱別人是honey moon，而他們是honey year。結婚後，大家各有新的思維和發展，陳醫生辭去瑪麗醫院職位，改到中環專科醫療中心工作；鄧達智則重出江湖，接了內地數個大項目，把自己的時間表重新填滿。
2018年6月15日，60歲的鄧達智與44歲醫生男友陳梓欣於倫敦Chelsea Old Town Hall正式簽紙註冊結婚。於五星期的蜜月旅行中，到意大利、冰島和挪威旅行。

## 著作
- 《時裝大師傳奇》1989
- 《朋友衣服》1989
- 《時裝大氣候》1990
- 《一個人走在日落月出的日子》1996
- 《時裝人氣五十年—香港1947-1997》1997
- 《鄧達智時髦圖記》1998
- 《香港老照片(第二輯)》2001
- 《遊山玩水之歐遊情色》2002
- 《塵世美》2005
- 《元朗四季好日子》2013 (鄧達智、鄧桂香合著)
- 《星星指引 孤身上路—―聖雅各朝聖之路》2018
- 《衣路歷程》2020
- 《Throwback》2020

## 演出作品

### 電視單元劇
- 1992年《親親大腳板》第3集《男黨.女黨》飾 Paul（無綫電視）

### 電影
- 1996年《百分百感覺》飾 James

## 外部連結
- 鄧達智在香港影庫上的簡介